# Ferenbalm
Ferenbalm (toponimo tedesco; fino al XVI secolo Balm) è un comune svizzero di 1 262 abitanti del Canton Berna, nella regione di Berna-Altipiano svizzero (circondario di Berna-Altipiano svizzero).

## Storia
Ferenbalm viene menzionato per la prima volta nel 1123 come "Balmis"; nel XVI secolo ha cambiato denominazione in "Ferenbalm" per evitare confusione con Oberbalm, anch'esso nel Canton Berna.

## Monumenti e luoghi d'interesse

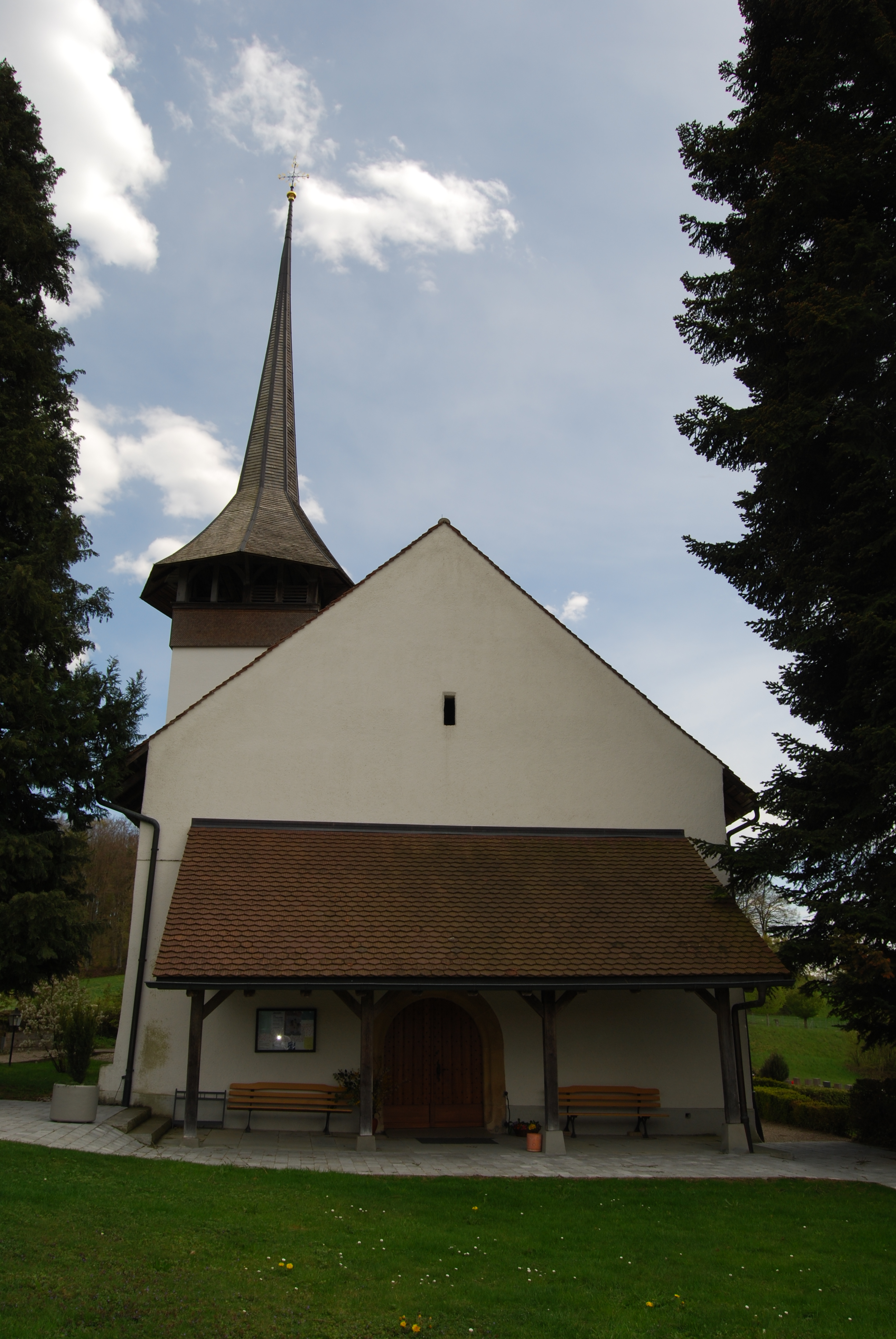
La chiesa riformata

- Chiesa riformata (già dei Santi Pietro e Paolo), attestata dal 1123 e ricostruita nel 1657[1].

## Società

### Evoluzione demografica
L'evoluzione demografica è riportata nella seguente tabella:
Abitanti censiti

## Geografia antropica

### Frazioni
- Biberen
- Gammen
- Haselhof
- Jerisberg
- Kleingümmenen
- Rizenbach
- Vogelbuch

## Infrastrutture e trasporti
Ferenbalm è stato servito fino al 2018 dalla stazione di Ferenbalm-Gurbrü sulla ferrovia Berna-Neuchâtel.

## Amministrazione
Ogni famiglia originaria del luogo fa parte del cosiddetto comune patriziale e ha la responsabilità della manutenzione di ogni bene ricadente all'interno dei confini del comune.